# 第74回天皇杯全日本サッカー選手権大会
第74回天皇杯全日本サッカー選手権大会（だい74かいてんのうはいぜんにほんサッカーせんしゅけんたいかい）は、1994年（平成6年）12月4日から1995年（平成7年）1月1日まで開かれた天皇杯全日本サッカー選手権大会である。

## 概要
- 本大会出場は32チーム。
- 決勝戦はJリーグクラブを相次いで破ったセレッソ大阪とベルマーレ平塚が対戦、 野口幸司の2ゴールで平塚が前身のフジタ工業時代以来となる15大会ぶり3回目の優勝を飾った。

## 出場チーム

### Jリーグ
- 鹿島アントラーズ（11回目）
- 浦和レッドダイヤモンズ（30回目）
- ジェフユナイテッド市原（30回目）
- ヴェルディ川崎（20回目）
- 横浜マリノス（17回目）
- 横浜フリューゲルス（9回目）

- ベルマーレ平塚（23回目）
- 清水エスパルス（3回目）
- 名古屋グランパスエイト（18回目）
- ジュビロ磐田（18回目）
- ガンバ大阪（14回目）
- サンフレッチェ広島（43回目）

### 北海道
- 札幌大学（16回目）

### 東北
- NEC山形（4回目）

### 関東
- 東京ガス（初出場）
- 東芝（14回目）
- 国士舘大学（8回目）
- 駒澤大学（3回目）
- 専修大学（初出場）
- 甲府サッカークラブ（4回目）

### 北信越
- 北陸電力（2回目）

### 東海
- 中央防犯FC藤枝ブルックス（3回目）
- 日本電装（2回目）
- コスモ石油（9回目）

### 関西
- セレッソ大阪（26回目）
- 阪南大学（初出場）
- 立命館大学（初出場）
- 京都パープルサンガ（12回目）

### 中国
- 川崎製鉄（8回目）

### 四国
- 大塚製薬（6回目）

### 九州
- PJMフューチャーズ（3回目）
- 東亜建設工業（初出場）

## 試合

### 1回戦
- サンフレッチェ広島 1（延長）0 コスモ石油
- 甲府サッカークラブ 1-0 札幌大学
- 横浜マリノス 2-0 北陸電力
- NEC山形 2-3 名古屋グランパスエイト
- 横浜フリューゲルス 1-0 PJMフューチャーズ
- 専修大学 1-3 浦和レッドダイヤモンズ
- セレッソ大阪 1-0 駒澤大学
- 中央防犯FC藤枝ブルックス 1-4 ヴェルディ川崎
- 鹿島アントラーズ 0-2 東京ガス
- 国士舘大学 1-0 立命館大学
- ベルマーレ平塚 5-1 東亜建設工業
- 東芝 0-2 ジェフユナイテッド市原
- ジュビロ磐田 1-3 大塚製薬
- 阪南大学 1-3 ガンバ大阪
- 日本電装 1-3 京都パープルサンガ
- 川崎製鉄 2-1 清水エスパルス

### 2回戦
- サンフレッチェ広島 2-0 甲府サッカークラブ
- 横浜マリノス 1-0 名古屋グランパスエイト
- 横浜フリューゲルス 0-2 浦和レッドダイヤモンズ
- セレッソ大阪 1-0 ヴェルディ川崎
- 東京ガス 1-0 国士舘大学
- ベルマーレ平塚 2-1 ジェフユナイテッド市原
- 大塚製薬 0-5 ガンバ大阪
- 京都パープルサンガ 3-1 川崎製鉄

### 準々決勝
- サンフレッチェ広島 0-3 横浜マリノス
- 浦和レッドダイヤモンズ 0-1 セレッソ大阪
- 東京ガス 1-2 ベルマーレ平塚
- ガンバ大阪 2-0 京都パープルサンガ

### 準決勝
| 1994年12月23日 |

| セレッソ大阪                   | 2 - 1 | 横浜マリノス      |
| 村田一弘 65分, トニーニョ 96分 |       | オウンゴール 71分 |

| 神戸総合運動公園ユニバー記念競技場 観客数: 35,087人 主審: 岡田正義 |

- ベルマーレ平塚 3-2 ガンバ大阪

### 決勝
| 1995年1月1日 |

| セレッソ大阪 | 0 - 2 | ベルマーレ平塚      |
|              |       | 野口幸司 47分, 86分 |

| 国立霞ヶ丘競技場陸上競技場 観客数: 48,312人 |

| セレッソ大阪     |    |                |
|                  |    |                |
| GK               | 30 | 武田治郎       |
| DF               | 6  | トニーニョ     |
| DF               | 14 | 村田一弘       |
| DF               | 2  | 川前力也       |
| MF               | 20 | 見崎充洋       |
| MF               | 22 | 神田勝夫       |
| MF               | 23 | 皆本勝弘       |
| MF               | 24 | 北出尚大       |
| MF               | 16 | 久高友雄       |
| FW               | 8  | 森島寛晃       |
| FW               | 10 | マルキーニョス |
| 監督:            |    |                |
| パウロ・エミリオ |    |                |

| ベルマーレ平塚 |    |              |
|                |    |              |
| GK             | 1  | 小島伸幸     |
| DF             | 2  | 名良橋晃     |
| DF             | 3  | 渡辺卓       |
| DF             | 4  | 公文裕明     |
| DF             | 6  | 名塚善寛     |
| MF             | 5  | 田坂和昭     |
| MF             | 8  | 岩本輝雄     |
| MF             | 9  | エジソン     |
| MF             | 10 | ベッチーニョ |
| FW             | 7  | アウミール   |
| FW             | 11 | 野口幸司     |
| 監督:          |    |              |
| 古前田充       |    |              |